# Gotthard (Vorname)
Gotthard (auch Gotthardt) ist ein männlicher Vorname.

## Herkunft
Der Name Gotthard leitet sich von der älteren Form Godehard (latinisiert: Godehardus) ab.

## Namenstag
Als Namenstag wird in der katholischen und evangelischen Kirche der 5. Mai gefeiert. Namenspatron ist Godehard von Hildesheim (960–1038).

## Namensträger
- Gotthard Emanuel von Aderkas (1773–1861), deutsch-baltischer Diplomat und Verwaltungsbeamter
- Gotthard Baier (1816–1898), deutscher Richter und Parlamentarier
- Gotthard Bauer (1887–1976), deutscher Maler und Restaurator
- Gotthard Breit (* 1941), deutscher Historiker
- Gotthard Bülau (1835–1900), deutscher Internist
- Gotthard Deutsch (1859–1921), österreichischer Rabbiner und Historiker
- Gotthard Ebert (1912–1980), deutscher Synchronsprecher
- Gotthart A. Eichhorn (* 1941), deutscher Fotograf, Fotodesigner und Autor
- Gotthard Fellerer (* 1944), österreichischer Interartkünstler
- Gotthard Franz (1904–1991), deutscher Bauingenieur sowie Hochschullehrer
- Gotthard Fuchs (* 1938), deutscher katholischer Theologe (Spiritualität und Mystik), Erwachsenenbildner und Publizist
- Gotthard Girke (1934–2018), deutscher Badmintonspieler
- Gotthard Glas (1923–2002), Geburtsname von Uzi Gal, israelischer Waffentechniker
- Gotthard Graubner (1930–2013), deutscher Maler
- Gotthard Günther (1900–1984), deutscher Philosoph
- Gotthard Handrick (1908–1978), deutscher Sportler und Jagdflieger
- Gotthard Haslinger (1679–1735), österreichischer Geistlicher und Hochschullehrer
- Gotthard Heidegger (1666–1711), reformierter Schweizer Theologe und Verfasser satirischer Schriften
- Gotthard Hinteregger (* 1967), österreichischer Profiboxer
- Gotthard Jäschke (1894–1983), deutscher Orientalist und Turkologe
- Gotthard Kerkring (1639–1705), Bürgermeister der Hansestadt Lübeck
- Gotthard Kettler (1517–1587), Landmeister des Deutschen Ordens
- Gotthardt Kuehl (1850–1915), deutscher Maler, Vertreter des frühen deutschen Impressionismus
- Gotthard Lange (* 1967), deutscher Schauspieler
- Gotthard Oswald Marbach (1810–1890), deutscher Philosophiedozent und Dichter
- Gotthard Marquard (1611–1694), deutscher Jurist und Bürgermeister der Hansestadt Lübeck
- Gotthard Marquard (Ratssekretär), deutscher Jurist und Ratssekretär in Lübeck
- Gotthard Muhr (1939–2013), österreichischer Maler, Grafiker, Bildhauer und Hochschullehrer
- Gotthard Neumann (1902–1972), deutscher Prähistoriker, Professor für Ur- und Frühgeschichte in Jena
- Gotthard Ploennies (1657–1726), deutscher Jurist und kurzzeitig Ratsherr der Hansestadt Lübeck
- Gotthart Preiser (1931–2023), deutscher evangelisch-lutherischer Theologe und Regionalbischof
- Gotthard Rieger (* 1947), österreichischer Radio- und Fernsehmoderator
- Gotthard Sachsenberg (1891–1961), deutscher Marineoffizier
- Gotthard Schettler (1917–1996), deutscher Internist und Hochschullehrer
- Gotthard Schmidtke (1911–2000), deutscher Musikkritiker
- Gotthard Schuh (1897–1969), Schweizer Fotograf, Maler und Graphiker
- Gotthard Strohmaier (* 1934), deutscher Arabist, Gräzist und Medizinhistoriker
- Gotthard Trommler (1931–2014), deutscher nordischer Skisporttrainer
- Gotthard Urban (1905–1941), deutscher Politiker (NSDAP)
- Gotthard Wolf (1910–1995), Filmemacher, führender Vertreter des wissenschaftlichen Films
- Gotthardt Wolf (1887–1947), deutscher Kameramann
- Gotthart Wunberg (1930–2020), deutscher Germanist, Literaturhistoriker und Kulturwissenschaftler

Zwischenname
- Michael Gotthard Fischer (1773–1829), deutscher Organist und Komponist
- Frantz Gotthard Howitz (1789–1826), dänischer Mediziner und Hochschullehrer
- Ludwig Gotthard Kosegarten (1758–1818), lutherischer Pfarrer, Universitätsprofessor und Dichter
- Carl Gotthard Langhans (1732–1808), deutscher Baumeister und Architekt
- Philipp Gotthard von Schaffgotsch (1716–1795), Fürstbischof von Breslau, Reichsgraf und Förderer der Musik
- Martin Gotthard Schneider (1930–2017), deutscher Kirchenmusiker, Kirchenmusikdirektor und Landeskantor